# Municipio de Gully
El municipio de Gully (en inglés: Gully Township) es un municipio ubicado en el condado de Polk en el estado estadounidense de Minnesota. En el año 2010 tenía una población de 136 habitantes y una densidad poblacional de 1,52 personas por km².

## Geografía
El municipio de Gully se encuentra ubicado en las coordenadas 47°48′42″N 95°38′1″O / 47.81167, -95.63361. Según la Oficina del Censo de los Estados Unidos, el municipio tiene una superficie total de 89.69 km², de la cual 89,67 km² corresponden a tierra firme y (0,03 %) 0,02 km² es agua.

## Demografía
Según el censo de 2010, había 136 personas residiendo en el municipio de Gully. La densidad de población era de 1,52 hab./km². De los 136 habitantes, el municipio de Gully estaba compuesto por el 90,44 % blancos, el 3,68 % eran afroamericanos, el 2,94 % eran asiáticos y el 2,94 % eran de una mezcla de razas. Del total de la población el 0 % eran hispanos o latinos de cualquier raza.